# Lawr Georgijewitsch Kornilow

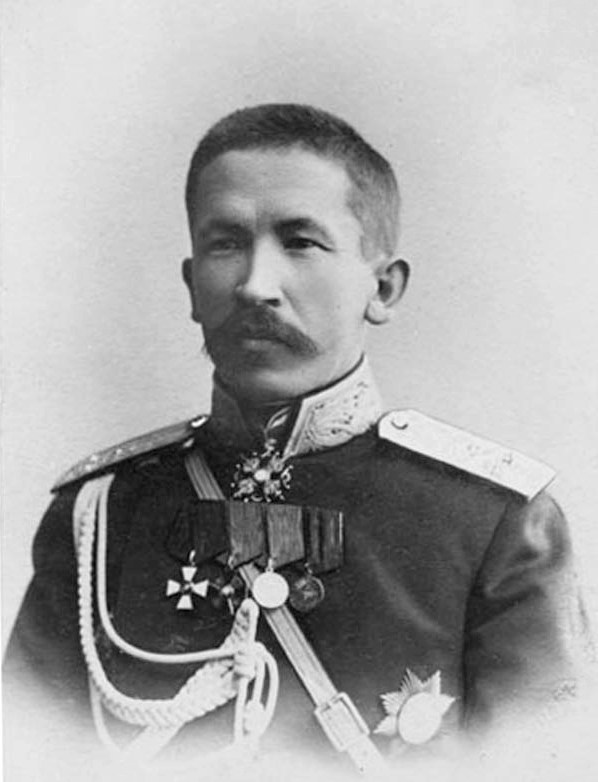
Lawr Georgijewitsch Kornilow (1916)

Lawr Georgijewitsch Kornilow (russisch Лавр Георгиевич Корнилов, wiss. Transliteration Lavr Georgievič Kornilov; * 18. Augustjul. / 30. August 1870greg. in Ust-Kamenogorsk, Generalgouvernement Turkestan, Russisches Reich, heute Öskemen, Kasachstan; † 31. Märzjul. / 13. April 1918greg. bei Jekaterinodar) war ein General der russischen Armee, der vor allem durch seinen Putschversuch gegen die provisorische Regierung unter Kerenski im Jahre 1917 bekannt wurde.

## Leben

### Frühe Militärkarriere
Kornilow wurde in einer kosakischen Offiziersfamilie geboren und verbrachte seine Kindheit in Kasachstan. Mit 13 Jahren trat er ins Omsker Kadettenkorps ein. Von 1889 bis 1892 besuchte er die Artillerieschule in Sankt Petersburg, diente zeitweilig in Turkestan und besuchte von 1895 bis 1897 die Akademie des Generalstabs, die er mit Auszeichnung abschloss. Dem Stab des Turkestanischen Militärbezirks zugeteilt, leitete er in den Jahren 1899 bis 1904 mehrere Expeditionen nach Ostturkestan (worüber er ein Buch verfasste), Afghanistan, Persien und in die Mongolei. Von November 1903 bis Juni 1904 war er in Indien mit dem Ziel, „die Sprachen und Bräuche der Völker Belutschistans zu studieren“,  tatsächlich aber den Zustand der britischen Kolonialtruppen zu analysieren. Während dieser Expedition besuchte er Bombay, Delhi, Peshawar und Agra und beobachtete den Zustand der britischen Kolonialkräfte. 1905 veröffentlichte der russische Generalstab seinen geheimen „Bericht über eine Reise nach Indien“. Im Russisch-Japanischen Krieg 1904/05 diente er im Stab einer Schützenbrigade und wurde zum Oberst befördert.
Anfang Januar 1906 wurde er zum Organisationsoffizier des Generalquartiermeisters im Generalstab ernannt, der für die Planung und den Geheimdienst im asiatischen Kriegsschauplatz zuständig war. Am 4. Mai 1906 wurde er in die Position des dritten Generalstabsoffiziers des Generalquartiermeister versetzt, wo er mit der strategischen Planung im zentralasiatischen Einsatzgebiet (Ostpersien, Afghanistan, Britisch-Indien und Westchina) betraut wurde.
Von 1907 bis 1911 war er Militärattaché im Kaiserreich China. Nach seiner Rückkehr in die Heimat wurde er am 2. Februar 1911 zum Kommandeur des 8. (estnischen) Infanterieregiments und am 3. Juni zum Brigadeführer des Separaten Zaamurer-Grenzschutzkorps (General der Infanterie N. A. Pychatschew) an der Grenze zu Nordostchina ernannt. Infolge eines Skandals, der im April 1913 mit dem Rücktritt des vorgesetzten General J. I. Martinow endete, wurde Kornilow zum Brigadekommandeur der 9. Sibirischen Schützendivision ernannt, die in Wladiwostok stationiert war.

### Im Ersten Weltkrieg
Am Beginn des Ersten Weltkriegs befehligte er als Generalmajor die 48. Infanteriedivision unter General der Kavallerie Brussilow an der Südwestfront. Im Rahmen des XXIV. Korps (General der Infanterie A. A. Zurikow) eingesetzt, nahm seine Division im September 1914 an der Schlacht in Galizien und im Winter auf 1915 in der Schlacht in den Karpaten teil. Im Januar 1915 besetzte die 48. Division den Hauptkarpatenkamm an der Linie Alzopagon – Felzador. Im Februar 1915 zum Generalleutnant befördert, wurde er für seine Leistungen mit dem Russischen Orden des Heiligen Georg III. Klasse ausgezeichnet.
Infolge des Durchbruchs der Mittelmächte in der Schlacht von Gorlice-Tarnow wurde Kornilow im Mai 1915 samt seiner Division von den Österreichern gefangen genommen und in ein Lager für hochrangige Offiziere in der Stadt Köszeg gebracht. Nachdem seine beiden ersten Versuche gescheitert waren, konnte er im Juli 1916 mit Hilfe des Tschechen Frantisek Mrnjak aus der Gefangenschaft entfliehen. Über Turnu Severin und durch Rumänien gelangte er zurück in seine Heimat. Im September 1916 erhielt er an der Südwestfront das Kommando über das XXV. Armeekorps, das der Besonderen Armee unter General der Kavallerie W. I. Gurko unterstellt war.
Im Zuge der Februarrevolution wurde Kornilow am 2. März 1917 zum Oberbefehlshaber des Militärbezirks Petrograd berufen, dort ersetzte er den verhafteten Stadtkommandanten General S. S. Chabalow. Er sprach persönlich zweimal bei der Zarin vor und stellte die kaiserliche Familie am 8.jul. / 21. März 1917greg. in Zarskoje Selo unter Arrest. Als im April in der Hauptstadt Unruhen ausbrachen, forderte er vergeblich von der Provisorischen Regierung die Erlaubnis zum Einsatz des Militärs. Daraufhin gab er seinen Posten ab und kehrte an die Front zurück. Am 29. April 1917 übernahm er den Oberbefehl der im Raum Stanislau stehenden 8. Armee. Nach dem Durchbruch der österreichisch-deutschen Truppen während der Tarnopol-Offensive konnte er seinen Frontabschnitt unter schwierigen Verhältnissen stabilisieren und wurde dafür zum General der Infanterie befördert. Nach dem allgemeinen Scheitern der Sommeroffensive wurde er vom Kriegsminister Alexander Kerenski anstelle von General A. J. Gutor zum Oberbefehlshaber der Südwestfront und nach dessen Übernahme der Regierungsgeschäfte
am 20. Juli als Nachfolger Brussilows zum Obersten Befehlshaber der russischen Truppen ernannt.
Als Oberbefehlshaber war Kornilow mit der allgemeinen Kriegsmüdigkeit in Militär und Bevölkerung konfrontiert. Obwohl Russland unter der Last des Krieges zusammenzubrechen drohte, war er fest zu dessen Fortsetzung entschlossen. Bei seiner Ernennung hatte er Kerenski zwei Bedingungen gestellt: keine Einmischung der politischen Führung in militärische Angelegenheiten und volle Wiederherstellung der militärischen Disziplin.

### Kornilow-Putsch

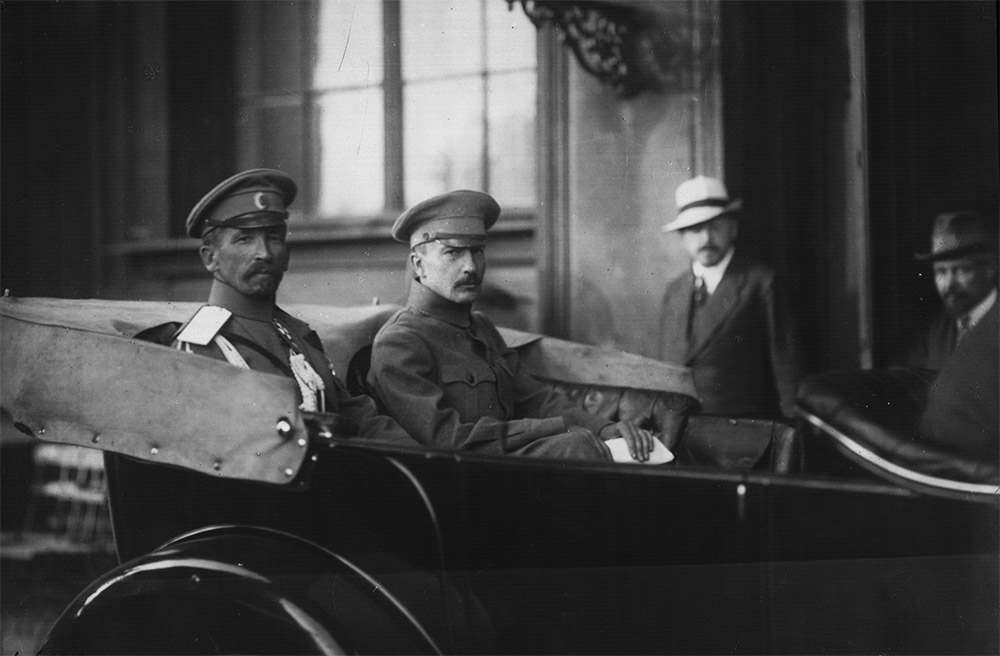
Kornilow mit Boris Sawinkow Ende August 1917

Infolge des Juliaufstandes linker Gruppen wurde Kornilow von Kerenski damit beauftragt, zuverlässige Truppen in die Nähe der Hauptstadt zu entsenden. Kornilow, der in der Linken und in den Arbeiter- und Soldatenräten die entscheidende Gefahr für Russland sah, war bereit, offensiv gegen die Bolschewiki vorzugehen und forderte, nachdem er von dem früheren Minister Wladimir Lwow dahingehend beeinflusst worden war, Ende August/Anfang September von Kerenski diktatorische Vollmachten. Kornilow gab Anweisung, dass das 3. Kavalleriekorps unter General A. M. Krymow zum Schutz der Hauptstadt auf Petersburg vorrücken sollte, ob er dann auch gegen die Provisorische Regierung vorgehen und eine Militärdiktatur errichten wollte, ist umstritten.
Jedenfalls wurde Kornilow am 27. Augustjul. / 9. September 1917greg. von Kerenski als Oberbefehlshaber abgesetzt. Er weigerte sich jedoch, seine Befehlsgewalt abzugeben, und appellierte an die Einwohner von Petrograd, ihm gegen die Räte und die Provisorische Regierung zu folgen. Da ihn die Mehrheit der Bevölkerung nicht unterstützte, blieb der Putschversuch ohne Erfolg. Kornilow und sein Stab wurden am 14. September im belarussischen Mogilew verhaftet. Zunächst wurden die Festgenommenen im Mogilewer Hotel Metropol untergebracht, dann wurde er zusammen mit seinem Stabschef General Lukomski, General Romanowski und Oberst Pljushchewski-Pljuschtschik ins Militärgefängnis nach Bychow überstellt, wohin am 27. Septemberjul. / 10. Oktober 1917greg. auch eine weitere Gruppe festgenommener Anhänger Kornilows – die Generäle Denikin, Markow, Wannowski und Erdeli – überstellt wurden.

### Bei der Freiwilligenarmee
Nach der Machtergreifung der Bolschewiki in der Oktoberrevolution von 1917 wurde Kornilow nach einer schriftlichen Anweisung Duchonins am 19. Novemberjul. / 2. Dezember 1917greg. freigelassen und beschloss zunächst mit seinem noch fahnentreuen Techinski-Regiment zu den Kosaken ins Dongebiet zu marschieren. Nachdem seine Reiterei bereits am Sejm-Abschnitt aufgerieben worden war, schlug er sich bis 19. Dezember alleine nach Nowotscherkassk durch, wo er vom ehemaligen Oberbefehlshaber General Alexejew empfangen wurde. Lawr Kornilow wirkte maßgeblich am Aufbau der Freiwilligenarmee mit, deren Oberbefehl er am 7. Januar 1918 übernahm. Er sprach sich öffentlich für Terror als Mittel der Kriegsführung der Weißen im Russischen Bürgerkrieg aus: „Selbst wenn wir halb Rußland niederbrennen und das Blut von drei Vierteln der Bevölkerung vergießen müssen, wir werden es tun, wenn es zu Rußlands Rettung notwendig sein sollte.“ Während der Belagerung Jekaterinodars im April 1918 wurde er beim Einschlag einer Granate in seinem Hauptquartier tödlich verwundet.
Sein Leichnam wurde von den Bolschewiki nach der Schlacht exhumiert, in Jekaterinodar zur Schau gestellt und dann auf einer Müllhalde verbrannt.